# Дзюдо на літніх Олімпійських іграх 2024
Змагання з дзюдо на літніх Олімпійських іграх 2024 у Парижі пройшли з 27 липня по 3 серпня 2024 року. Кількість спортсменів зменшиться з 386 до 372 у порівнянні з попередніми Олімпійськими іграми. Чоловіки та жінки будуть представлені у рівній кількості. Медалі будуть розіграні у семи вагових категоріях серед чоловіків та жінок, а також серед змішаних команд.

## Кваліфікація
Загалом 372 дзюдоїстів можуть виступити на Олімпійських іграх. Кожний Олімпійський комітет може бути представлений одним спортсменом у кожному виді програми, максимум 14 спортсменів. 14 квот зарезервовано для країни-господарки Франції.
Спортсмени будуть отримувати ліцензії відповідно до кваліфікаційного олімпійського рейтингу, який формує Міжнародна федерація дзюдо (IJF). Кваліфікаційний період триває з 24 червня 2022 року по 23 червня 2024 року. Остаточний список буде опубліковано через два дні після завершення кваліфікаційного періоду.
Найкращі 17 спортсменів кожної вагової категорії отримають ліцензії. Якщо серед них є два або більше представників однієї країни, тоді Національний олімпійський комітет країни вирішує який спортсмен поїде на змагання, а ліцензія що звільнилася, переходить до наступного спортсмена рейтингу.
Окрім цього передбачений розподіл ліцензій за континентальними квотами (для Європи: 13 чоловіків, 12 жінок; для Африки: по 12 спортсменів; для Америки: 10 чоловіків, 11 жінок; для Азії: по 10 спортсменів; для Океанії: по 5 спортсменів). Ці ліцензії будуть надані дзюдоїстам за спільним рейтингом усіх вагових категорій, але не більше однієї ліцензії для НОК.
Для участі у турнірі змішаних команд кожна НОК повинна мати принаймні 6 дзюдоїстів з індивідуальними ліценціями, що відповідають специфіці вагових категорій командного турніру. Окрім цього 5 квот отримають по одному найкращому представнику кожного континенту, якщо вони будуть мати принаймні 5 спортсменів з ліцензіями.

## Розклад змагань
Розклад змагань:
| К | Попередні раунди & Чевертьфінали | Ф | Втішний раунд, Півфінали & Фінали |

| Чоловіки        |   |   |   |   |   |   |   |   |   |   |   |   |   |   |   |   |
| До 60 кг        | К | Ф |   |   |   |   |   |   |   |   |   |   |   |   |   |   |
| До 66 кг        |   |   | К | Ф |   |   |   |   |   |   |   |   |   |   |   |   |
| До 73 кг        |   |   |   |   | К | Ф |   |   |   |   |   |   |   |   |   |   |
| До 81 кг        |   |   |   |   |   |   | К | Ф |   |   |   |   |   |   |   |   |
| До 90 кг        |   |   |   |   |   |   |   |   | К | Ф |   |   |   |   |   |   |
| До 100 кг       |   |   |   |   |   |   |   |   |   |   | К | Ф |   |   |   |   |
| Понад 100 кг    |   |   |   |   |   |   |   |   |   |   |   |   | К | Ф |   |   |
| Жінки           |   |   |   |   |   |   |   |   |   |   |   |   |   |   |   |   |
| До 48 кг        | К | Ф |   |   |   |   |   |   |   |   |   |   |   |   |   |   |
| До 52 кг        |   |   | К | Ф |   |   |   |   |   |   |   |   |   |   |   |   |
| До 57 кг        |   |   |   |   | К | Ф |   |   |   |   |   |   |   |   |   |   |
| До 63 кг        |   |   |   |   |   |   | К | Ф |   |   |   |   |   |   |   |   |
| До 70 кг        |   |   |   |   |   |   |   |   | К | Ф |   |   |   |   |   |   |
| До 78 кг        |   |   |   |   |   |   |   |   |   |   | К | Ф |   |   |   |   |
| Понад 78 кг     |   |   |   |   |   |   |   |   |   |   |   |   | К | Ф |   |   |
| Змішана команда |   |   |   |   |   |   |   |   |   |   |   |   |   |   |   |   |
| Змішана команда |   |   |   |   |   |   |   |   |   |   |   |   |   |   | К | Ф |

## Медалісти

### Таблиця медалей
*   Країна-господарка (Франція)
| Місце                | NOC                  | Золото | Срібло | Бронза | Загалом |
| -------------------- | -------------------- | ------ | ------ | ------ | ------- |
| 1                    | Японія               | 3      | 2      | 3      | 8       |
| 2                    | Франція*             | 2      | 2      | 6      | 10      |
| 3                    | Азербайджан          | 2      | 0      | 0      | 2       |
| 4                    | Грузія               | 1      | 2      | 0      | 3       |
| 5                    | Бразилія             | 1      | 1      | 2      | 4       |
| 6                    | Узбекистан           | 1      | 0      | 2      | 3       |
| 7                    | Казахстан            | 1      | 0      | 1      | 2       |
| 8                    | Італія               | 1      | 0      | 0      | 1       |
| 8                    | Канада               | 1      | 0      | 0      | 1       |
| 8                    | Словенія             | 1      | 0      | 0      | 1       |
| 8                    | Хорватія             | 1      | 0      | 0      | 1       |
| 12                   | Південна Корея       | 0      | 2      | 3      | 5       |
| 13                   | Ізраїль              | 0      | 2      | 1      | 3       |
| 14                   | Косово               | 0      | 1      | 1      | 2       |
| 15                   | Мексика              | 0      | 1      | 0      | 1       |
| 15                   | Монголія             | 0      | 1      | 0      | 1       |
| 15                   | Німеччина            | 0      | 1      | 0      | 1       |
| 18                   | Молдова              | 0      | 0      | 2      | 2       |
| 18                   | Таджикистан          | 0      | 0      | 2      | 2       |
| 20                   | Іспанія              | 0      | 0      | 1      | 1       |
| 20                   | Австрія              | 0      | 0      | 1      | 1       |
| 20                   | Бельгія              | 0      | 0      | 1      | 1       |
| 20                   | Греція               | 0      | 0      | 1      | 1       |
| 20                   | Китай                | 0      | 0      | 1      | 1       |
| 20                   | Португалія           | 0      | 0      | 1      | 1       |
| 20                   | Швеція               | 0      | 0      | 1      | 1       |
| Загалом (26 збірних) | Загалом (26 збірних) | 15     | 15     | 30     | 60      |

### Чоловіки
| Дисципліна   | Золото                                    | Срібло                        | Бронза                                   |
| ------------ | ----------------------------------------- | ----------------------------- | ---------------------------------------- |
| До 60 кг     | Єлдос Сметов · Казахстан                  | Лука Мкхейдзе · Франція       | Рюджю Наґаяма · Японія                   |
| До 60 кг     | Єлдос Сметов · Казахстан                  | Лука Мкхейдзе · Франція       | Франсіско Гаррігос · Іспанія             |
| До 66 кг     | Хіфумі Абе · Японія                       | Вілліан Ліма · Бразилія       | Киргизбаєв Гусман Даніярович · Казахстан |
| До 66 кг     | Хіфумі Абе · Японія                       | Вілліан Ліма · Бразилія       | Денис Вієру · Молдова                    |
| До 73 кг     | Гейдаров Хідаят Мінаят огли · Азербайджан | Жоан-Бенжамен Габа · Франція  | Аділь Османов · Молдова                  |
| До 73 кг     | Гейдаров Хідаят Мінаят огли · Азербайджан | Жоан-Бенжамен Габа · Франція  | Соїчі Хашімото · Японія                  |
| До 81 кг     | Таканорі Нагасе · Японія                  | Тато Грігалашвілі · Грузія    | Лі Чун Хван · Південна Корея             |
| До 81 кг     | Таканорі Нагасе · Японія                  | Тато Грігалашвілі · Грузія    | Сомон Махмадбеков · Таджикистан          |
| До 90 кг     | Лаша Бекаурі · Грузія                     | Саншіро Мурао · Японія        | Максім-Гаель Нгаяп Амбу · Франція        |
| До 90 кг     | Лаша Бекаурі · Грузія                     | Саншіро Мурао · Японія        | Теодорос Целідіс · Греція                |
| До 100 кг    | Зелім Коцоєв · Азербайджан                | Ілія Суламанідзе · Грузія     | Петер Пальчик · Ізраїль                  |
| До 100 кг    | Зелім Коцоєв · Азербайджан                | Ілія Суламанідзе · Грузія     | Музаффарбек Туробоєв · Узбекистан        |
| Понад 100 кг | Тедді Рінер · Франція                     | Кім Мін Чжон · Південна Корея | Темур Рахімов · Таджикистан              |
| Понад 100 кг | Тедді Рінер · Франція                     | Кім Мін Чжон · Південна Корея | Алішер Юсупов · Узбекистан               |

### Жінки
| Дисципліна  | Золото                          | Срібло                             | Бронза                       |
| ----------- | ------------------------------- | ---------------------------------- | ---------------------------- |
| До 48 кг    | Нацумі Цунода · Японія          | Бавуудоржийн Баасанкхую · Монголія | Шірін Буклі · Франція        |
| До 48 кг    | Нацумі Цунода · Японія          | Бавуудоржийн Баасанкхую · Монголія | Тара Бабулфат · Швеція       |
| До 52 кг    | Дійора Келдійорова · Узбекистан | Дістрія Краснічі · Косово          | Ларісса Пімента · Бразилія   |
| До 52 кг    | Дійора Келдійорова · Узбекистан | Дістрія Краснічі · Косово          | Амандін Бюшар · Франція      |
| До 57 кг    | Кріста Деґучі · Канада          | Хо Мі Мі · Південна Корея          | Харука Фунакубо · Японія     |
| До 57 кг    | Кріста Деґучі · Канада          | Хо Мі Мі · Південна Корея          | Сара-Леоні Сізік · Франція   |
| До 63 кг    | Андрея Лешкі · Словенія         | Пріска Авіті Алькарас · Мексика    | Кларісс Агбеньєну · Франція  |
| До 63 кг    | Андрея Лешкі · Словенія         | Пріска Авіті Алькарас · Мексика    | Лаура Фазліу · Косово        |
| До 70 кг    | Барбара Матич · Хорватія        | Міріам Буткерайт · Німеччина       | Міхаела Поллерес · Австрія   |
| До 70 кг    | Барбара Матич · Хорватія        | Міріам Буткерайт · Німеччина       | Ґабріелла Віллемс · Бельгія  |
| До 78 кг    | Аліче Белланді · Італія         | Інбар Ланір · Ізраїль              | Ма Чженьчжао · Китай         |
| До 78 кг    | Аліче Белланді · Італія         | Інбар Ланір · Ізраїль              | Патрісія Сампаю · Португалія |
| Понад 78 кг | Беатріс Соуза · Бразилія        | Раз Гершко · Ізраїль               | Кім Ха Юн · Південна Корея   |
| Понад 78 кг | Беатріс Соуза · Бразилія        | Раз Гершко · Ізраїль               | Романа Дікко · Франція       |

### Командні змагання
| Дисципліна      | Золото | Срібло | Бронза |
| --------------- | --- | --- | --- |
| Змішана команда | Франція (FRA) (14) Шірін Буклі Жоан-Бенжамен Габа Амандін Бюшар Валід Хяр Сара-Леоні Сізік Лука Мкхейдзе Кларісс Агбеньєну Альфа Умар Джало Марі-Їв Гайє Максім-Гаель Нгаяп Амбу Романа Дікко Орельєн Дьєсс Мадлен Малонга Тедді Рінер | Японія (JPN) (14) Абе Ута Хіфумі Абе Харука Фунакубо Соїчі Хашімото Цунода Нацумі Наґаяма Рюджю Сакі Ніїзое Саншіро Мурао Міку Ташіро Таканорі Нагасе Аарон Вольф Ріка Такаяма Соне Акіра Тацуру Сайто | Бразилія (BRA) (10) Данієл Карнін Леонардо Гонсалвеш Вілліан Ліма Рафаел Маседо Гільєрме Шимідт Рафаел Сілва Ларісса Пімента Кетлейн Квадрос Рафаела Сілва Беатріс Соуза |
| Змішана команда | Франція (FRA) (14) Шірін Буклі Жоан-Бенжамен Габа Амандін Бюшар Валід Хяр Сара-Леоні Сізік Лука Мкхейдзе Кларісс Агбеньєну Альфа Умар Джало Марі-Їв Гайє Максім-Гаель Нгаяп Амбу Романа Дікко Орельєн Дьєсс Мадлен Малонга Тедді Рінер | Японія (JPN) (14) Абе Ута Хіфумі Абе Харука Фунакубо Соїчі Хашімото Цунода Нацумі Наґаяма Рюджю Сакі Ніїзое Саншіро Мурао Міку Ташіро Таканорі Нагасе Аарон Вольф Ріка Такаяма Соне Акіра Тацуру Сайто | Південна Корея (KOR) (11) Лі Хе Гьон Кім Вон Чін Чун Є Рін Ан Ба Ул Хо Мі Мі Кім Чі Со Лі Чун Хван Хан Чу Йоп Юн Хьон Чі Кім Ха Юн Кім Мін Чжон                          |